# Odbiornik R-250

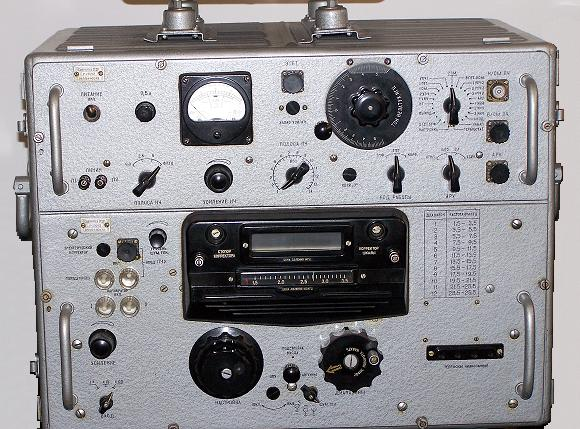
Odbiornik radiowy KF R-250M2

Odbiornik radiowy R-250M2 – wojskowy odbiornik radiowy, krótkofalowy, eksploatowany w jednostkach łączności Ludowego Wojska Polskiego. Z uwagi na swe walory użytkowe – płynny zakres przestrajania, dokładność podświetlanej skali, płynną regulację pasma – był bardzo szeroko wykorzystywany jako odbiornik nasłuchowy nie tylko w wojskach łączności. Ukoronowaniem jego zalet może być fakt, że w latach sześćdziesiątych i siedemdziesiątych XX wieku był marzeniem każdego krótkofalowca. Płynne regulacje jego pasma przenoszenia w torach pośredniej i niskiej częstotliwości pozwalały na podsłuch rodzącej się telefonii jednowstęgowej SSB.

## Przeznaczenie
Zasadniczo był odbiornikiem przeznaczonym do odbioru słuchowego sygnałów telefonicznych i telegraficznych (Morse'a).
W jednostkach łączności wchodził w skład wyposażenia radiostacji R-110 jako tzw. odbiornik dodatkowy, chociaż po dołączeniu do niego przystawki telegraficznej mógł współpracować z każdym dalekopisem. Tak też był wykorzystywany w Polskiej Stacji Antarktycznej w 1977 roku, w celu zabezpieczenia łączności z krajem. Nie zabrano wtedy razem z nadajnikiem radiostacji R-110 odbiorników BERYL-2, gdyż były jeszcze sprzętem niejawnym. Podobnie był wykorzystywany na pierwszych misjach ONZ Wojska Polskiego w Egipcie i Wietnamie.